# Посёлок подсобного хозяйства «Марат»
Посёлок подсобного хозяйства «Марат» — упразднённый в 2006 году посёлок Подольского района Московской области (сельское поселение Роговское). С июля 2012 года территория посёлка находится в Троицком административном округе города Москвы.

## География
В окрестностях посёлка находятся «Немецкий лес», Рязановский овраг, пруд. Примерно в 4 км от бывшего посёлка КП «Калужские дачи», СНТ «Чернишня» и др.. Около в 42 км на северо-восток от посёлка расположен г. Подольск. 

## История
В 1941 году в районе совхоза «Марат» был оборудован немецкий аэродром; впоследствии был уничтожен советскими войсками.
Упразднён, включён в состав деревни Тетеринки согласно Постановлению Губернатора МО от 15.09.2006 № 122-ПГ.

## Население
Согласно Всероссийской переписи, в 2002 году в деревне посёлке подсобного хозяйства «Марат» проживала 1 женщина, по данным на 2005 год — 1 человек.